# Eugenie Bouchard
Eugénie "Genie" Bouchard (sinh ngày 25 tháng 2 năm 1994) là một tay vợt nữ của quần vợt Canada. Cô là người vô địch tại Giải Vô địch Wimbledon trẻ 2012 ở nội dung đơn nữ. Sau khi kết thúc giải WTA Tour Championships 2013, cô được nhận giải thưởng WTA Awards với tư cách là vận động viên trẻ của năm. Với việc vào tới trận chung kết của Giải Vô địch Wimbledon 2014, Eugenie Bouchard đã trở thành vận động viên đầu tiên của Canada lọt vào tới trận chung kết của một giải Grand Slam và là người thứ hai góp mặt ở vòng bán kết sau khi vào tới bán kết tại các giải Úc mở rộng và Roland Garros 2014.

## Đời sống riêng tư
Eugenie Bouchard có bố là người Canada lai Pháp và mẹ là người gốc Ireland, thế nhưng tên của cô lại được đặt theo tên của Vương tôn nữ Eugenie xứ York của Anh. Cô có một người chị sinh đôi tên là Beatrice, hơn cô 6 phút cùng hai người em là Charlotte (được đặt theo tên của Công chúa Charlotte xứ Wales) và William (được đặt theo tên của Hoàng tử William). Người chị gái sinh đôi của cô cũng được đặt theo tên của Vương tôn nữ Beatrice xứ York.
Eugenie bắt đầu làm quen với quần vợt từ khi mới 5 tuổi, chính mẹ cô là người đã đưa hai chị em cô vào một nhóm quần vợt dành cho trẻ em. Tay vợt người Canada tham dự giải đấu đầu tiên vào năm 9 tuổi và cô cho biết mình đã quyết tâm đi theo môn thể thao này từ đó. Tôi biết 9 tuổi là quá sớm để quyết định bất cứ điều gì nhưng đôi khi bạn chỉ cần thế mà thôi, Eugenie nói. Còn chị của Eugenie đã không theo đuổi sự nghiệp quần vợt, tuy rất thân thiết nhưng cuộc sống cá nhân của họ lại khác biệt hoàn toàn." Năm 12 tuổi, cô chuyển tới Florida để theo đuổi sự nghiệp quần vợt chuyên nghiệp, dưới sự dẫn dắt của huấn luyện viên Nick Saviano . Và đây cũng là nơi cô đã gặp lại người bạn thơ ấu của mình là tay vợt Laura Robson. Ba năm sau, Bouchard trở lại Montreal tiếp tục cho việc tập luyện quần vợt. Không chỉ có năng khiếu về quần vợt, Bouchard cũng là học sinh giỏi về các môn toán và khoa học, cô từng học để trở thành một bác sĩ.

## Hình ảnh

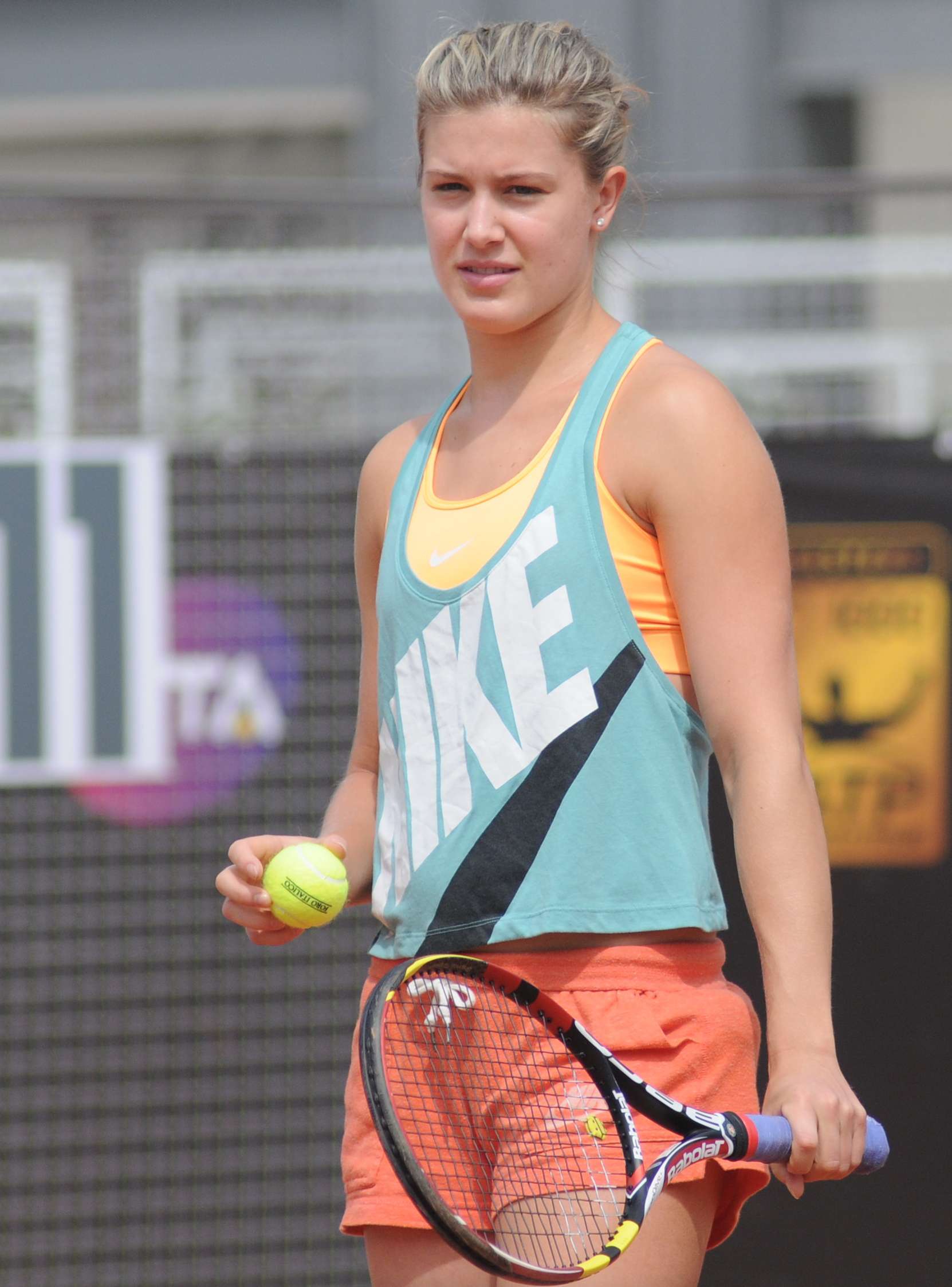
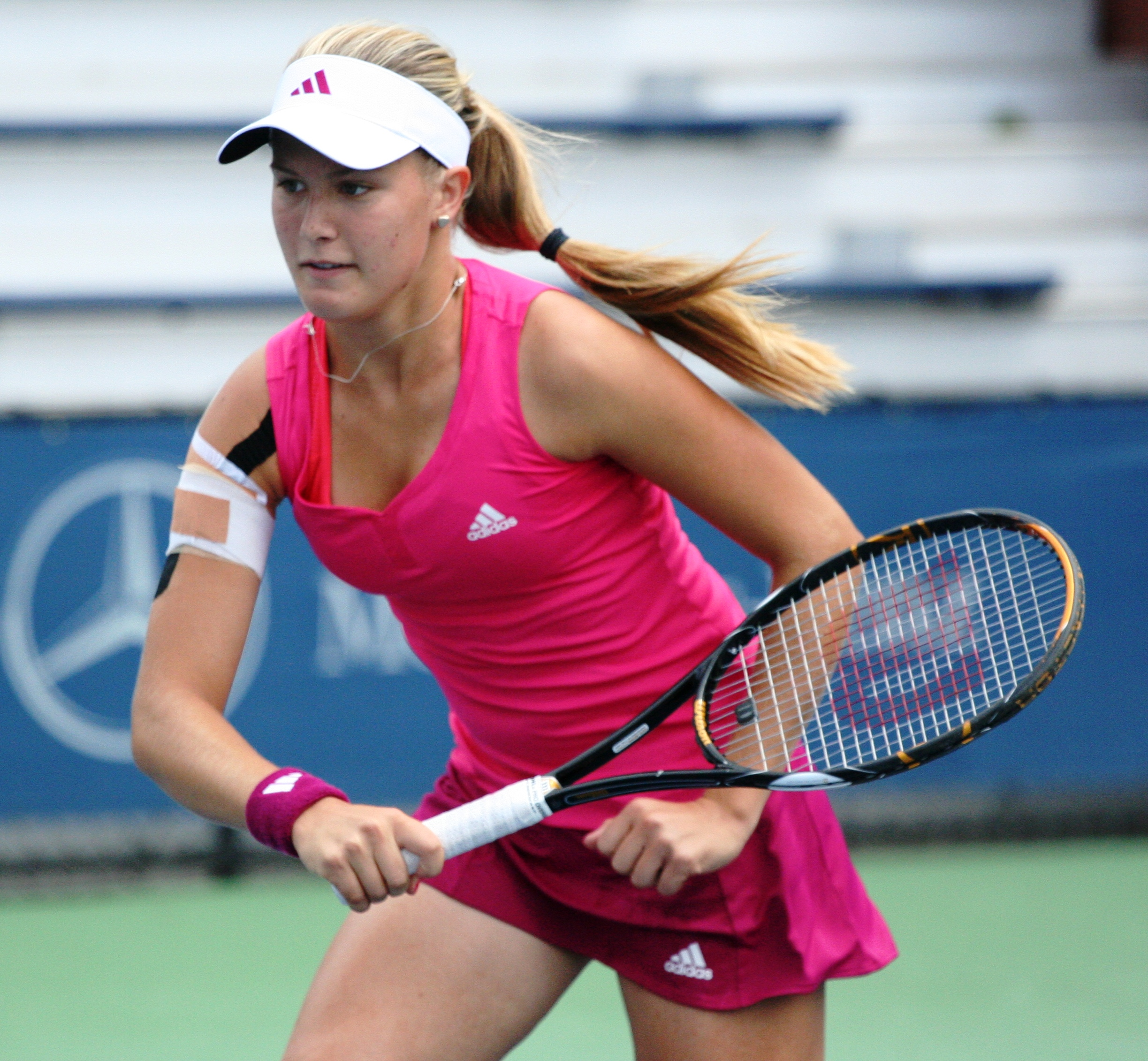
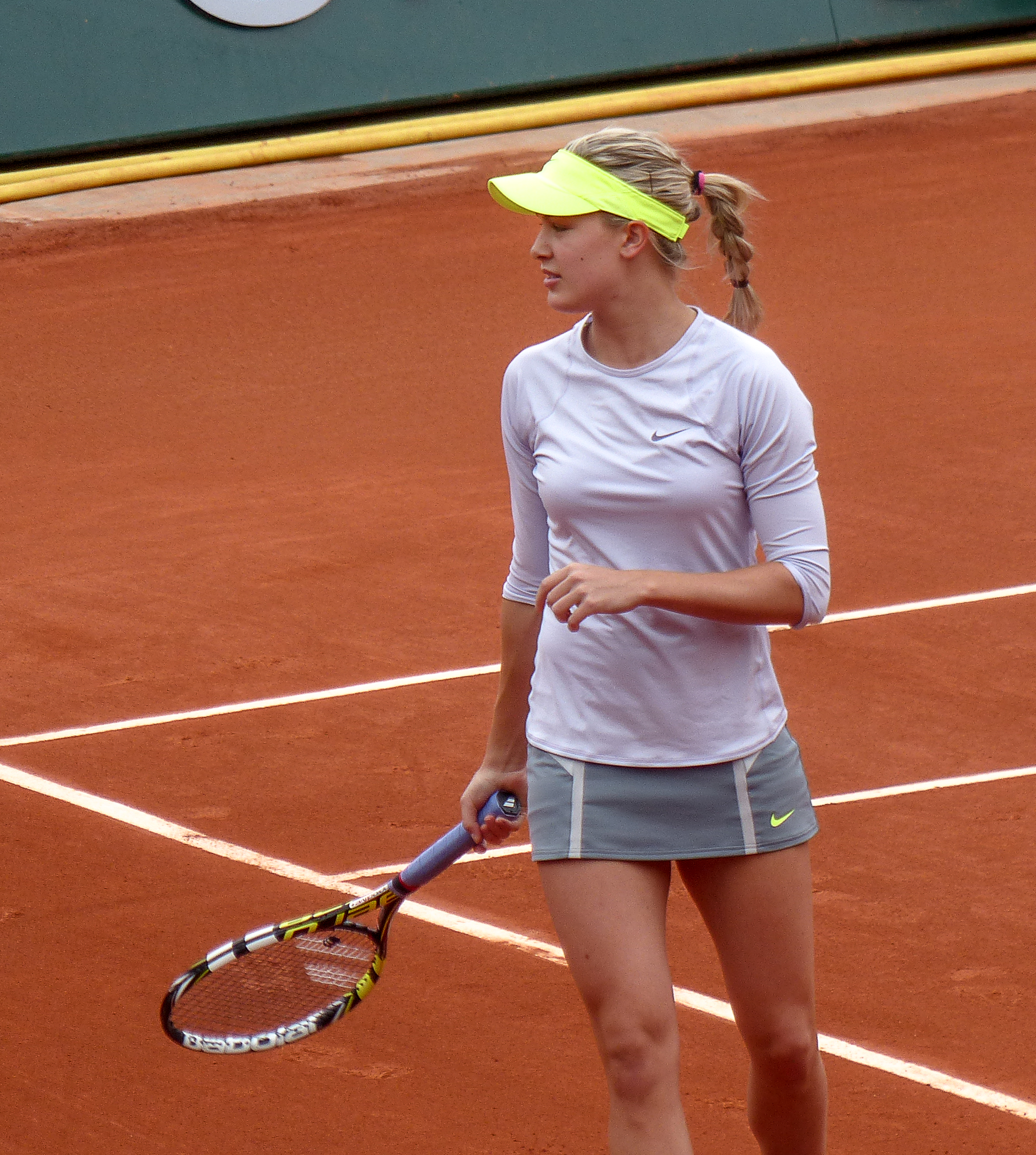
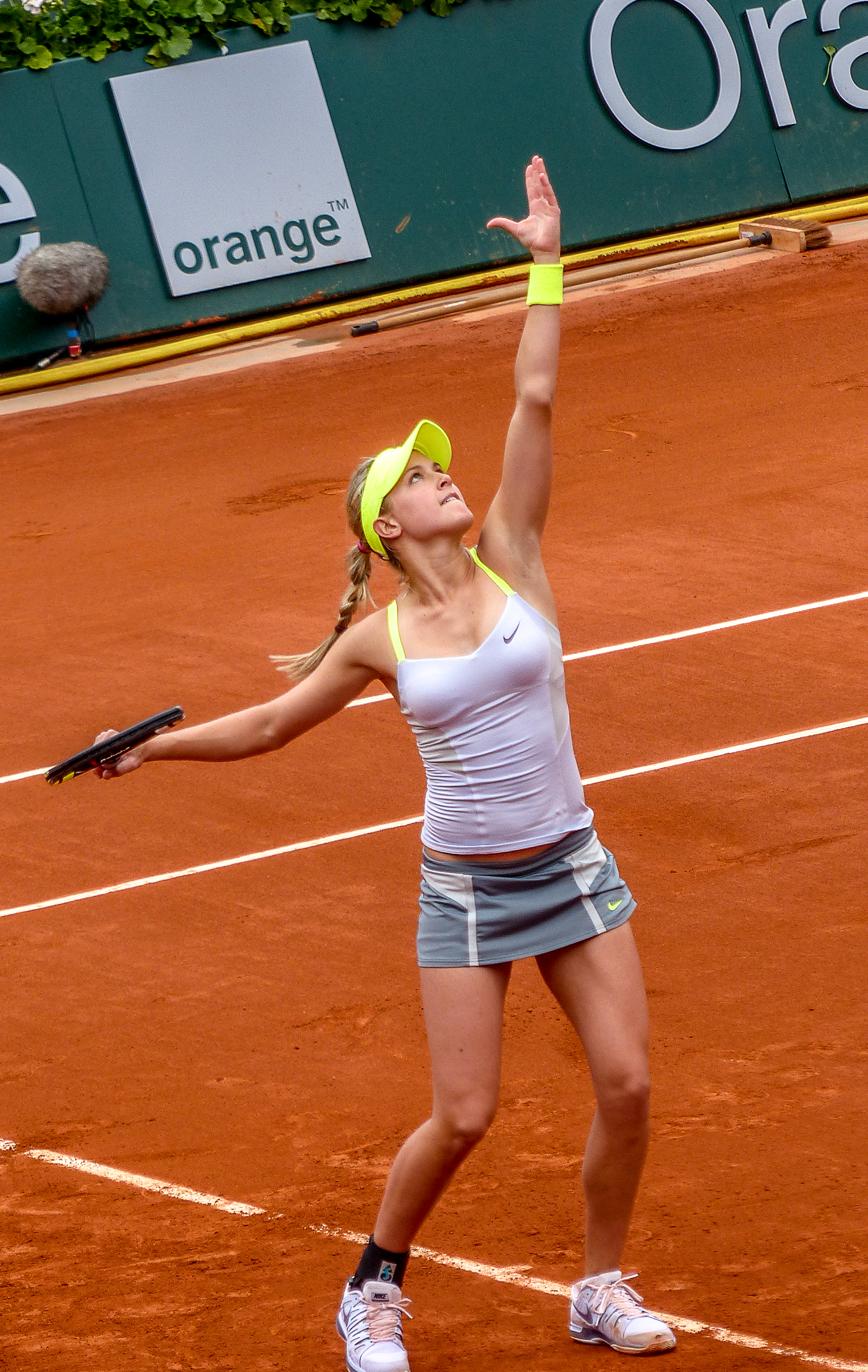
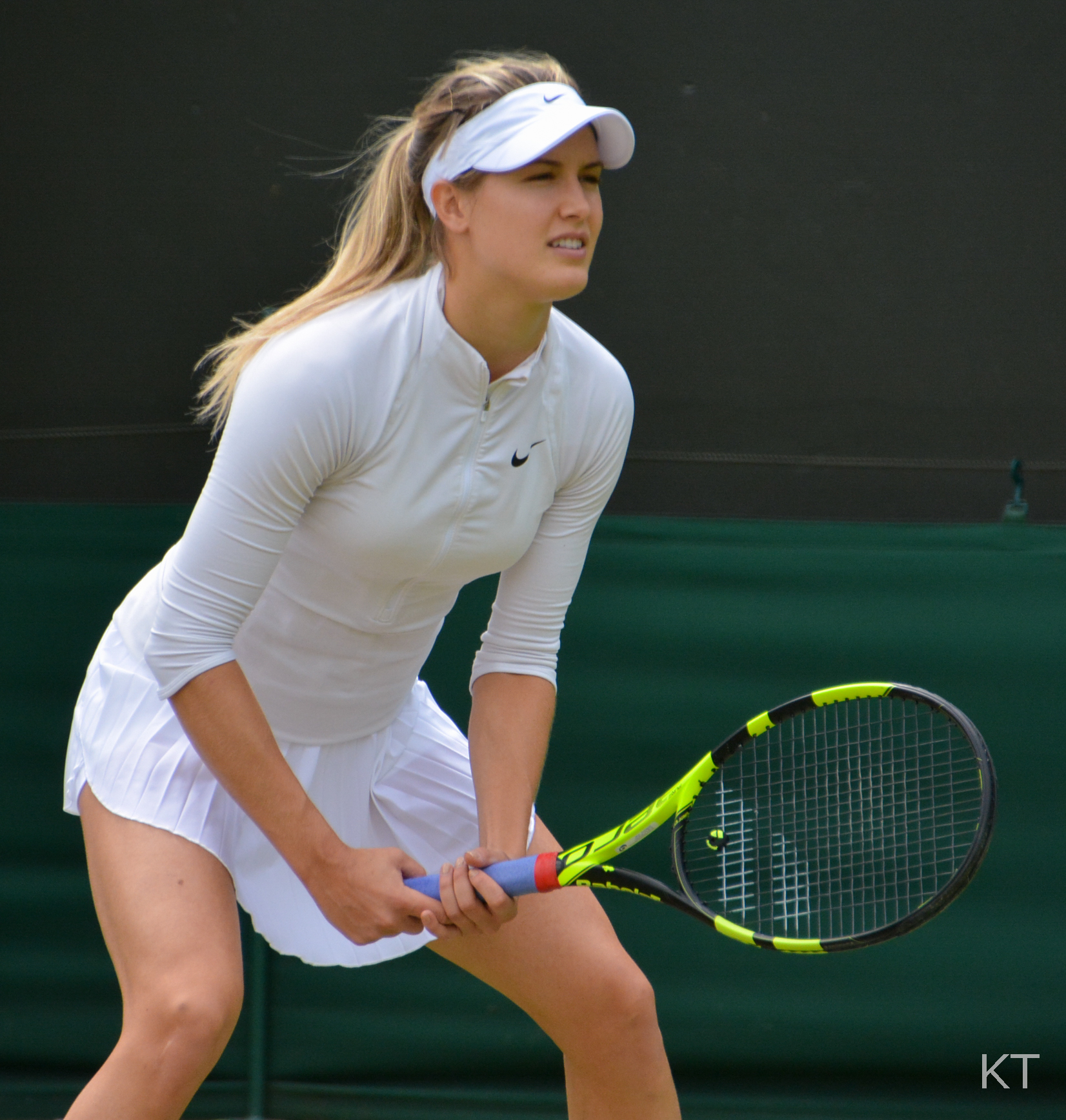
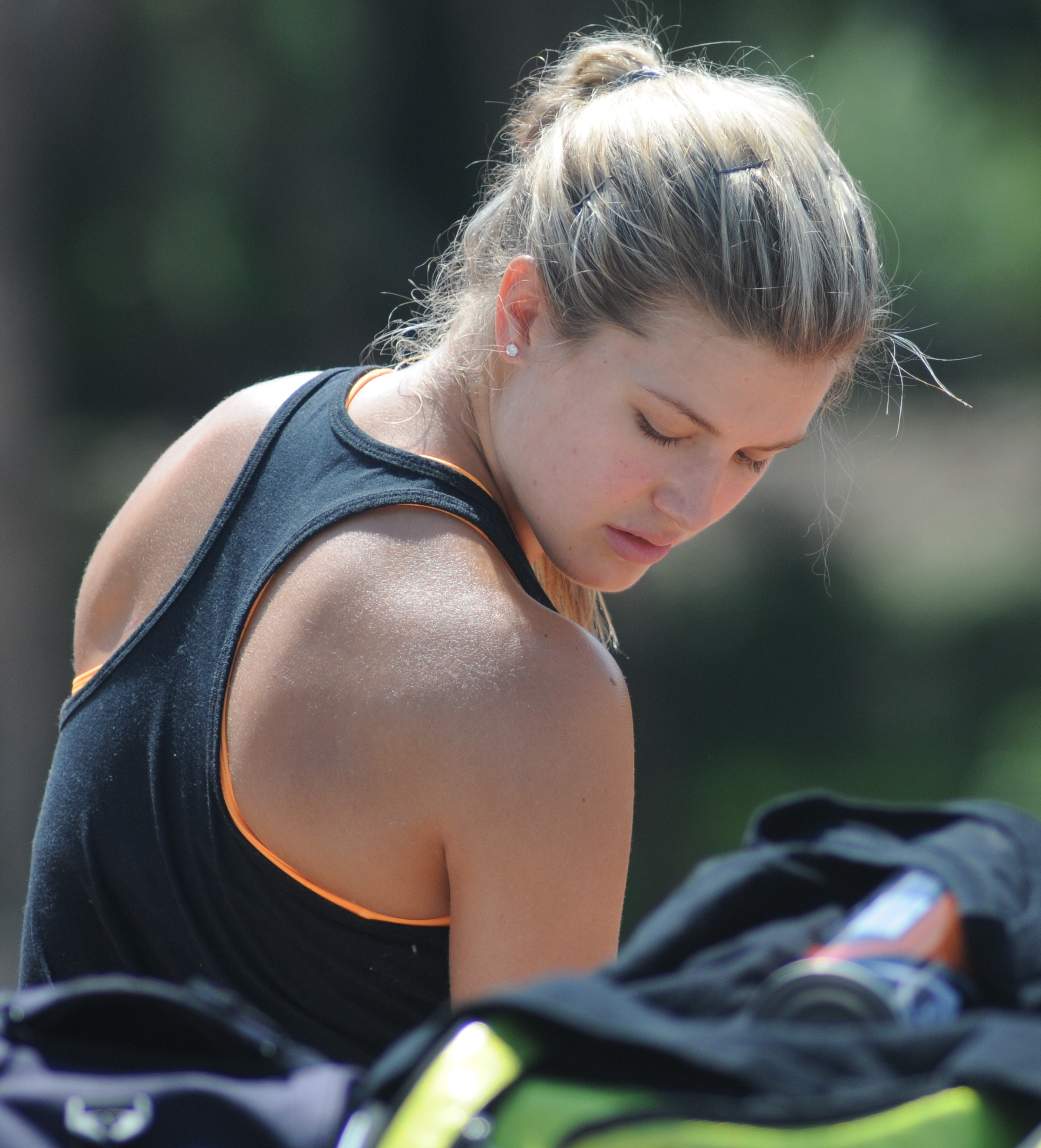
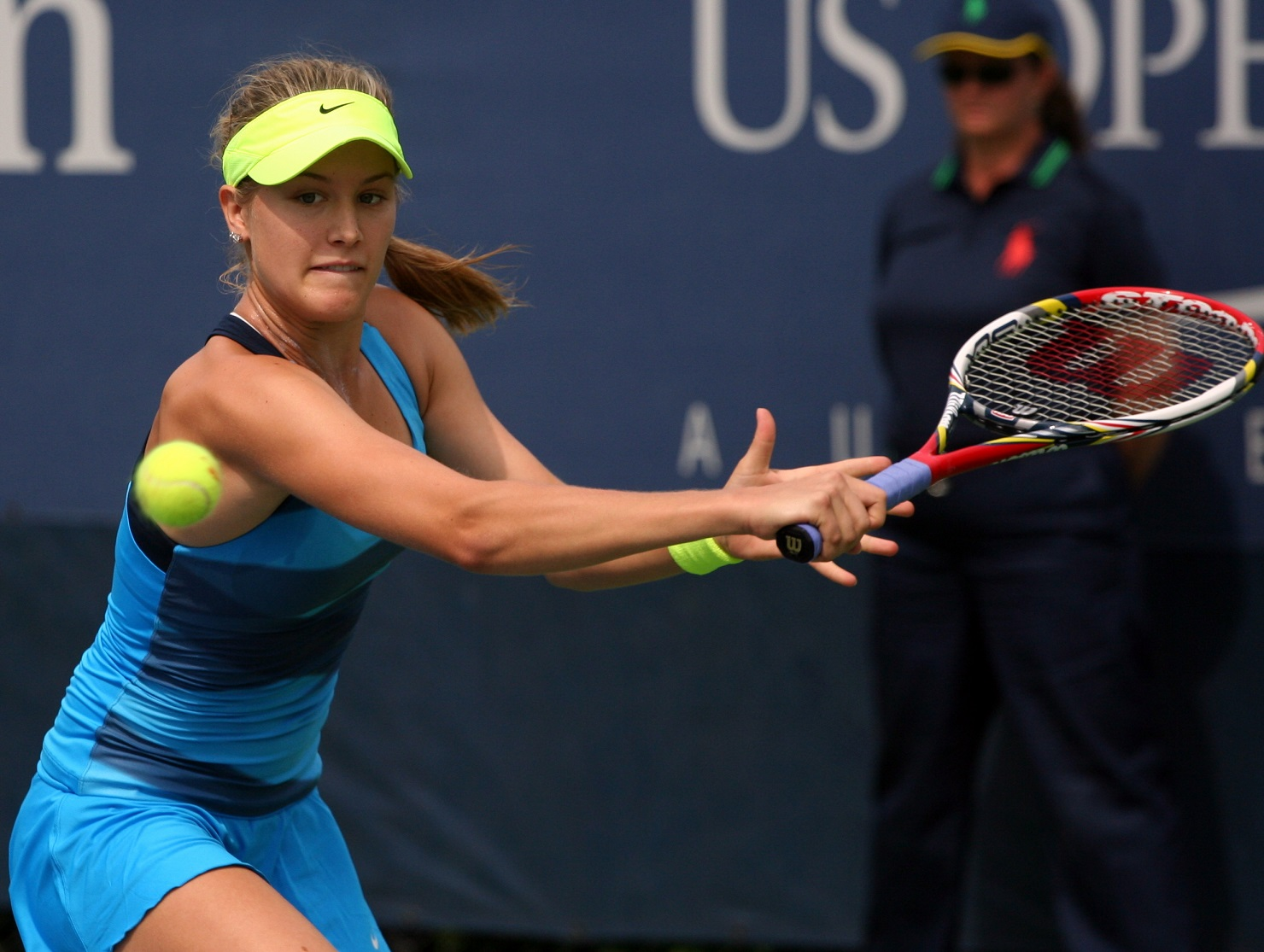
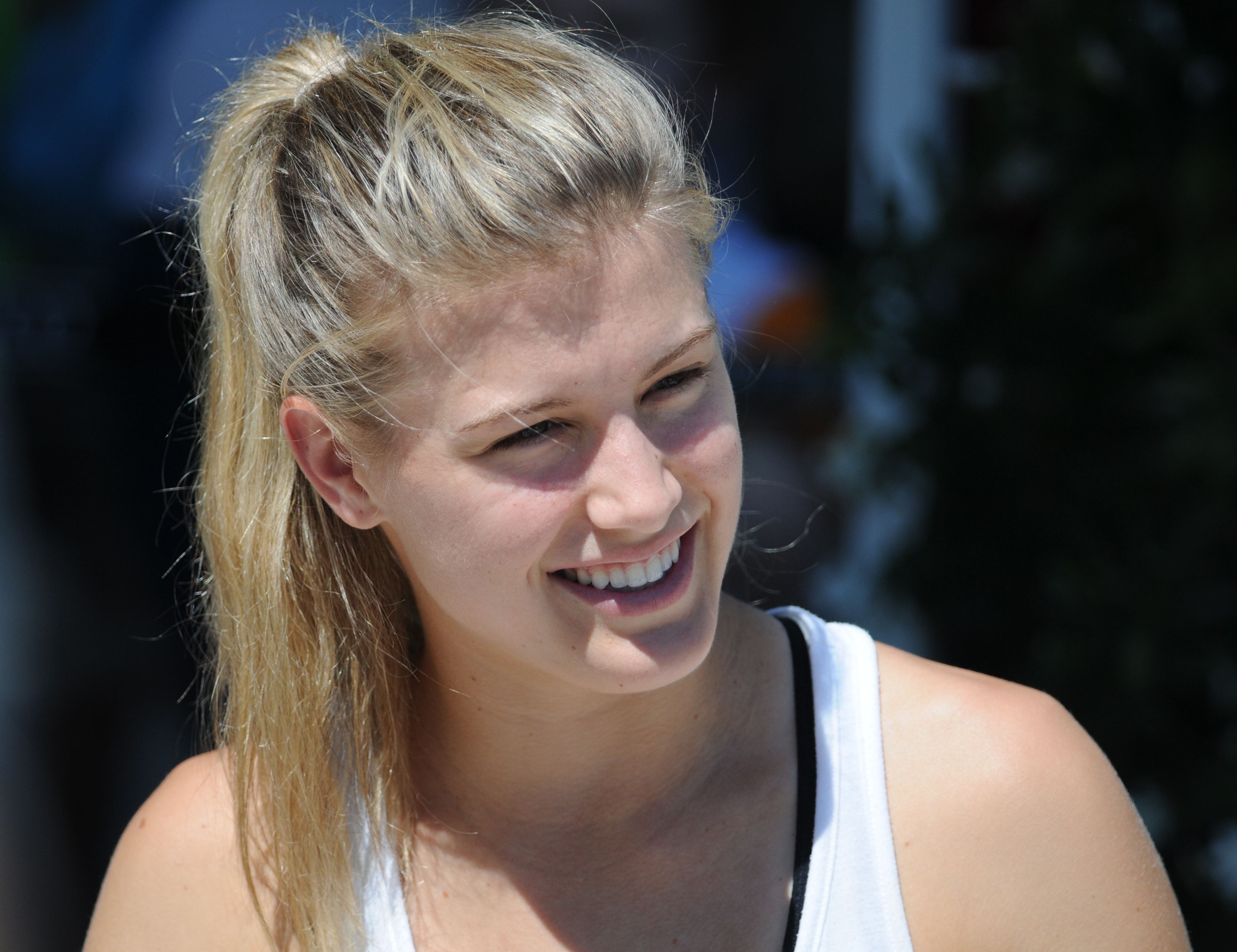